# Business Insider
Pour les articles homonymes, voir Insider.
Business Insider est un site web américain d'informations économiques et financières, créé en 2007 par Kevin Ryan et situé à New York.
Certains articles sont traduits en français sur le site Le Journal du Net. Le site dispose de cinq versions : allemande, australienne, néerlandaise, malaisienne et française. La version française, BusinesInsider.fr, est dirigée par Henri Blodget et arrêtée en 2021.
En septembre 2015, Axel Springer acquiert une participation de 88 % (il en détient alors déjà 9 %) dans le site internet Business Insider pour 343 millions de dollars.